# Cantons d'Òlt i Garona
Els Cantons d'Òlt i Garona són 40 i s'agrupen en 4 districtes:
- Districte d'Agen (12 cantons) amb cap a la prefectura d'Agen: cantó d'Agen Centre - cantó d'Agen Nord - cantó d'Agen Nord-Est - cantó d'Agen Oest - cantó d'Agen Sud-Est - cantó d'Astafòrt - cantó de Bòuvila - cantó de La Pluma - cantó de La Ròca Timbaut - cantó de Lo Pòrt - cantó de Praissàs - cantó de Puègmiròl

- Districte de Marmanda (10 cantons) amb cap a la sotsprefectura de Marmanda: cantó de Boglon - cantó de Castèl Moron - cantó de Duràs - cantó de Lausun - cantó de Marmanda Est - cantó de Marmanda Oest - cantó de Lo Mas d'Agenés - cantó de Melhan - cantó de Sèishas - cantó de Tonens

- Districte de Nerac (7 cantons) amb cap a la sotsprefectura de Nerac: cantó de Castèlgelós - cantó de Damasan - cantó de Francescàs - cantó de Hoalhés - cantó de Lavardac - cantó de Mesin - cantó de Nerac

- Districte de Vilanuèva d'Òlt (11 cantons) amb cap a la sotsprefectura de Vilanuèva d'Òlt: cantó de Cancon - cantó de Castilhonés - cantó de Fumèl - cantó de Montclar - cantó de Montflanquin - cantó de Pena d'Agenés - cantó de Santa Liurada - cantó de Tornon d'Agenés - cantó de Vilanuèva d'Òlt Nord - cantó de Vilanuèva d'Òlt Sud - cantó de Vilareal